# Araespor callosus
Araespor callosus är en skalbaggsart som beskrevs av J. Linsley Gressitt 1959. Araespor callosus ingår i släktet Araespor och familjen långhorningar. Inga underarter finns listade.